# Jan Schramm

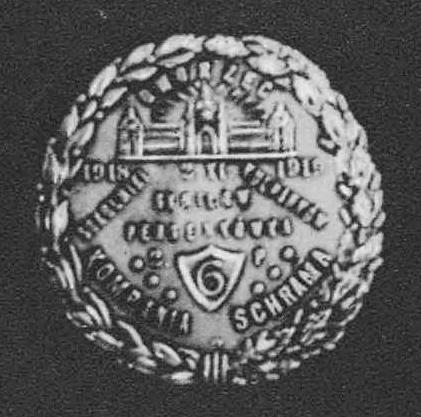
Odznaka pamiątkowa „Kompanii Schrama”

Jan Andrzej Marian Schramm (ur. 20 stycznia 1892 we Lwowie, zm. po 19 marca 1939) – polski kupiec, major piechoty Wojska Polskiego, działacz niepodległościowy, kawaler Orderu Virtuti Militari.

## Życiorys
Urodził się 20 stycznia 1892 we Lwowie, w ówczesnym Królestwie Galicji i Lodomerii, w rodzinie Gustawa i Janiny z domu Peredjałkowicz. Był bratem Andrzeja Stanisława (ur. 1893), kapitana uzbrojenia, odznaczonego Medalem Niepodległości. W 1912 zdał egzamin maturalny w c. k. V Gimnazjum we Lwowie i rozpoczął studia na Wydziale Prawa Uniwersytetu Franciszkańskiego we Lwowie, które zakończył w 1918. W czasie I wojny światowej (1914–1918) walczył w szeregach cesarsko-królewskiej Obrony Krajowej. Jego oddziałem macierzystym był 19 Pułk Piechoty Obrony Krajowej. Na stopień porucznika rezerwy został mianowany ze starszeństwem z 1 stycznia 1916. Później awansował na stopień nadporucznika. Na początku października 1918 przyjechał z frontu do Lwowa na pięciodniowy urlop. Symulując chorobę, pozostał w mieście do listopada tego roku.
1 listopada 1918 razem z bratem Andrzejem zgłosił się w Szkole Sienkiewicza. Wieczorem tego dnia przejął od kapitana Zdzisława Trześniowskiego komendę nad załogą szkoły. Następnego dnia zdał komendę kapitanowi Mieczysławowi Boruta-Spiechowiczowi. W nocy z 2 na 3 listopada 1918 zdobył Dworzec Główny i tereny kolejowe należące do dworca. 25 listopada 1918, w wyniku przeprowadzonej reorganizacji, objął dowództwo 6. kompanii II batalionu 2 Pułku Strzelców Lwowskich, późniejszego 39 Pułku Piechoty Strzelców Lwowskich.
W styczniu 1920 zwichnął nogę i naderwał ścięgna, w następstwie czego trzy miesiące spędził w szpitalu. W lipcu i sierpniu tego roku walczył w Armii Ochotniczej we Lwowie. 19 sierpnia 1920 został zatwierdzony z dniem 1 kwietnia 1920 w stopniu kapitana, w piechocie, w grupie oficerów byłej armii austro-węgierskiej. Na początku 1921 na własną prośbę został zwolniony do rezerwy. Posiadał przydział w rezerwie do macierzystego pułku, który stacjonował w Jarosławiu. 16 czerwca 1921 dowódca X Brygady Piechoty pułkownik Ryszard Hausner sporządził wniosek o odznaczenie kapitana Schramma Orderem Virtuti Militari za zdobycie Dworca Głównego we Lwowie oraz udział we wszystkich walkach pułku na stanowisku dowódcy 6. kompanii, a następnie II batalionu. 8 stycznia 1924 został zatwierdzony w stopniu kapitana ze starszeństwem z 1 czerwca 1919 i 1158. lokatą w korpusie oficerów rezerwy piechoty. W 1934, jako oficer rezerwy, pozostawał w ewidencji Powiatowej Komendy Uzupełnień Lwów Miasto. Posiadał przydział do Oficerskiej Kadry Okręgowej Nr VI. Był wówczas w grupie oficerów „powyżej 40 roku życia”. Na stopień majora rezerwy został awansowany ze starszeństwem z 19 marca 1939 i 28. lokatą w korpusie oficerów piechoty. Działał społecznie w Związku Obrońców Lwowa jako członek komisji koleżeńskiej i w Lidze Obrony Powietrznej i Przeciwgazowej jako członek zarządu. W 1933 był właścicielem „małego sklepu z bucikami”.
Jan Schramm był żonaty z Adelajdą Zimmerówną (ur. 1903), z którą miał syna Jerzego (ur. 9 lipca 1928). Żona była odznaczona Medalem Niepodległości. Syn Jerzy Schramm od marca do lipca 1944 był więziony we Lwowie, zmarł 22 lutego 2005. 

## Ordery i odznaczenia
- Krzyż Srebrny Orderu Wojskowego Virtuti Militari nr 5732 – 10 sierpnia 1922[33][1][34][35]
- Krzyż Niepodległości – 9 stycznia 1932 „za pracę w dziele odzyskania niepodległości”[36][37][38]
- Krzyż Walecznych[28][39]
- Brązowy Medal Zasługi Wojskowej z mieczami na wstążce Krzyża Zasługi Wojskowej[40]
- Srebrny Medal Waleczności 2 klasy[10]